# Lepidium desvauxii
Lepidium desvauxii är en korsblommig växtart som beskrevs av Albert Thellung. Lepidium desvauxii ingår i släktet krassingar, och familjen korsblommiga växter. Inga underarter finns listade i Catalogue of Life.